# Letecké muzeum Kbely
Letecké muzeum Kbely je největším leteckým muzeem v Česku a patří mezi nejvýznamnější muzea tohoto druhu v Evropě. Nachází se v areálu historického vojenského letiště Praha-Kbely, které bylo první leteckou základnou vybudovanou po vzniku Československa v roce 1918. Další expozice je umístěna v nedelakém areálu Staré Aerovky. Muzeum má ve svých sbírkách 275 letadel, z nichž 85 je vystaveno ve šesti krytých halách, 25 v nekrytých expozičních prostorech, 155 je uloženo v depozitářích a 10 letuschopných je provozováno. Celkem má 2 251 sbírkových předmětů, které se vážou k letectví, kosmonautice, parašutismu a meteorologii. Expozice muzea se vztahuje především k historii československého a českého letectví, zejména vojenského. Řada vystavených letounů patří ke světovým unikátům. Muzeum je přístupné zdarma a to v sezóně od května do října.

## Historie muzea
V polovině 60. let 20. století se rozpoutala mezi odbornou leteckou veřejností živá diskuse o nutnosti zřídit specializované letecké muzeum, které by mapovalo vývoj československého letectví. Dosavadní letecké sbírky soustřeďovalo pouze Národní technické muzeum v Praze a Technické muzeum v Brně, zde ale nešlo o jejich jedinou náplň sbírkotvorné činnosti a funkci leteckého muzea vlastně pouze suplovala. Prostor tomuto tématu dal také časopis Letectví a kosmonautika, kde byla v roce 1965 uveřejněna celá řada úvah a výzev, mimo jiné i k záchraně letadel-veteránů, která se tehdy nacházela na různých místech v Československu, vesměs ve špatném technickém stavu.
Jako reakce na toto hnutí vznikla při NTM Letecká historická společnost, která si dala za cíl systematický sběr leteckých památek, jejich zpracování a renovaci trojrozměrných exponátů. Dalším mohutným impulzem byla anketa k letecké historii, kterou pořádal časopis Letectví a kosmonautika v roce 1966. V ní se k otázce vzniku leteckého muzea vyjadřovaly zainteresované osobnosti, mimo jiné i tehdejší náčelník Vojenského muzea VHÚ podplukovník J. Šáda.
Postupně uzrála myšlenka zřídit leteckou expozici při Vojenském muzeu VHÚ pod vedením tehdy majora ing. Jaroslava Janečky, který se o uvedenou problematiku již delší dobu intenzivně zajímal. Díky pochopení velení vojenského letectva, konkrétně jeho velitele generála Josefa Vosáhla, byli ze stavu Vojenského výzkumného ústavu VÚ 031 vyčleněni pracovníci pro leteckou skupinu Vojenského muzea.

### Zrod ve Kbelích
Palčivý problém prostoru, kde by měly být sbírky soustřeďovány, se podařilo přes některé návrhy (jako třeba Bruselský pavilón na Pražském výstavišti) vyřešit přidělením části hangáru č. 40 na letišti ve Kbelích. Jde o hangár, ve kterém je dnes instalována největší část expozice. Zde se počaly soustavně soustřeďovat trojrozměrné exponáty pocházející od vojenského letectva, různých muzeí a aeroklubů a již v září 1967 byla otevřena první improvizovaná výstava letadel. S vidinou blížícího se výročí vzniku československého státu v roce 1968, zainteresoval Ing. Jaroslav Janečka nejširší leteckou veřejnost, aby bylo možno vybudovat opravdu důstojnou leteckou výstavu. Na té se měly podílet letecké výrobní podniky, ČSA, ČslA, aerokluby a v neposlední řadě vojenské opravárenské závody.
Byl zřízen koordinační výstavní výbor, který měl zároveň uspořádat na letišti ve Kbelích velký letecký den. Mezitím již byl pro výstavu k dispozici celý hangár č. 40. Do tohoto úspěšně se rozvíjejícího úsilí vpadly události po 21. srpnu 1968, kdy republiku obsadila vojska států Varšavské smlouvy. Samo letiště ve Kbelích cizím letectvem obsazeno nebylo, neboť právě v té době probíhaly stavební práce na vzletové a přistávací dráze. Okupační vojska jej však obsadila po zemi a expoziční hangár byl několik dní střežen tanky.
Tyto skutečnosti se negativně promítly i do budování letecké výstavy. Byl například zcela zrušen dlouho připravovaný letecký den a termín zahájení výstavy posunut. I přes všechna negativa byla výstava slavnostně otevřena 11. října 1968 a zaznamenala obrovský úspěch. Bylo vystaveno 62 letadel, z nichž dvě třetiny již byly ve sbírkách Vojenského muzea. Uzavření expozice bylo vynuceno 15. prosince 1968 blížící se zimou. Od následujícího roku byla výstava otevřena již jako stálá sezonní expozice Vojenského muzea VHÚ a dala tak základ dnešním rozsáhlým sbírkám Leteckého muzea VHÚ.

### V éře normalizace
V 70. letech probíhala postupná konsolidace situace v muzeu, přibývaly sbírky, intenzivně probíhaly opravy získaných exponátů, rostl počet pracovníků. Od poloviny 70. let se rovněž zrodila tradice představovat veřejnosti při slavnostním otevření a u příležitosti Dne letectva nové přírůstky do Leteckého muzea a jiné zajímavé exponáty včetně ukázek jejich funkce. Tato tradice je pokud možno dodržována dodnes.
Na konci 70. let byl vypracován odvážný projekt rozšíření Leteckého muzea, který by z něj udělal multifunkční středisko letectví v Československu. Byly vypracovány rozsáhlé studie a plány, opět z iniciativy plk. Jaroslava Janečky, které byly nadřízenými orgány schváleny, ale k jejich realizaci nikdy nedošlo. Tento projekt se však projednával až do počátku 80. let. Na jeho základě prosadil plk. ing. Janečka velkorysou reinstalaci pro rok 1988. V tomto jubilejním roce dokázal přesvědčit nejvyšší místa o nutnosti rozšířit stávající prostory Leteckého muzea o další hangáry a hlavně celou přestavbu zafinancovat. Podařilo se získat tři starší hangáry vesměs velké historické hodnoty, ale ve velice špatném stavu. Soustředěným úsilím jednotlivých správ FMNO se podařilo opravit hangár č. 18 z 1. světové války a hangár č. 17 z první republiky a uvést je do stavu vhodného pro expozice. Zároveň byly zbudovány i venkovní prostory pro rozměrnější exponáty. V té době Letecké muzeum vystavovalo kromě letadel také těžkou bojovou techniku a prostředky protivzdušné obrany státu. Nová podoba expozice byla veřejnosti představena 8. září 1988 zároveň s velkým leteckým dnem na letišti ve Kbelích.

### V demokratických poměrech
V březnu roku 1990 odešel plk. Jaroslav Janečka do důchodu a jeho místo zaujal plk. gšt. Vladimír Remek. Shodou okolností došlo krátce potom k prudkému nárůstu sbírkových předmětů, hlavně těžké bojové techniky. Tento stav zcela paralyzoval činnost muzea, protože velká část z přibližně 550 kusů techniky rušených útvarů byla umístěna v prostorách Leteckého muzea.
V roce 1992 se podařilo získat nové depozitáře v rušeném vojenském výcvikovém prostoru Lešany. Tam se začala těžká bojová technika pomalu odvážet. Problémy s chodem muzea vyvrcholily na podzim roku 1994 propuštěním nebo přemístěním většiny z 12 stálých zaměstnanců Leteckého muzea. Dokonce se uvažovalo o stálém uzavření muzea a o nastolení v podstatě depozitního režimu. Nastalou krizi pomohl vyřešit Ing. J. Janečka, který se dočasně ujal vedení muzea a vypracoval novou koncepci pro další sezony.
Letecké muzeum bylo v roce 1995 zcela oproštěno od těžké bojové techniky a většiny protiletadlových prostředků, tyto exponáty byly přesunuty do nově vznikajícího Vojenského technického muzea v Lešanech. Letecké muzeum nově vzniklé prostory zcela využilo pro prezentaci československého letectví. V létě 1995 byla dokonce otevřena nová expoziční hala H-220, která byla převážně věnována historii ČSA. Nicméně velice vážná personální a prostorová situace přetrvávala. Přibývalo rozměrných exponátů a ubývalo pracovníků, kteří by je měli ošetřovat. Došlo také k vážnému poškození střešní krytiny hangáru H-18, takže musel být uzavřen a většina letadel byla vystěhována.

### Rozvoj a nové hangáry
Zásadním zlomem v situaci Leteckého muzea byl nástup nového ředitele VHÚ pplk. Aleše Knížka v září 2002. Na všechna muzea VHÚ se přestalo nahlížet jako na obtížný přívěsek, ale naopak začala být chápána jako základní kámen smyslu činnosti této instituce. To se projevilo v okamžitém přílivu financí do nových projektů muzeí a hlavně ve zvýšeném důrazu na kvalitu sbírek a jejich evidenci. Tak mohla být ve Kbelích již v říjnu 2003 otevřena zcela nová expozice v bývalém kinosále H-88. Tento hangár je vůbec jedním z prvních, který byl do Kbel přenesen z Chebu již v roce 1919. V roce 2003 se však nacházel v dezolátním stavu, takže pouze nákladná rekonstrukce jej mohla zachránit před demolicí. Záměr se zdařil a nyní lze v tomto historickém hangáru spatřit letouny, které v něm stály již ve dvacátých letech dvacátého století, ve zcela nově pojaté expozici.
Hned na jaře příštího roku byl obdobným způsobem zrekonstruován historický hangár H-18. V něm expozice plynule navazuje na počátky československého letectví a pokračuje v obdobném duchu až po rok 1938. Interiéry obou hangárů kladou důraz na celkový dojem a atmosféru doby, zároveň umožňují prohlídku vystavených exponátů bez rušivých momentů, což byla hlavní vada původních expozic. Dalším krokem byla v roce 2009 renovace obdobného historického hangáru H-87, kde je v současné době umístěna expozice 2. světové války. Nicméně stále přetrvávají problémy s umístěním exponátů, velká část je vystavena pod širým nebem a velice trpí povětrnostními vlivy. Leteckému muzeu stále chybí několik hangárů, aby mohlo důstojně prezentovat své sbírky.

## Expozice
Expozice Leteckého muzea se z původního jediného hangáru v roce 1968 postupně rozrostla na stávajících pět hangárů se stálými expozicemi, sál pro příležitostné výstavy a na rozsáhlé venkovní výstavní prostory. V současnosti je v jednotlivých hangárech a na venkovních plochách vystaveno celkem 128 letadel, téměř 50 motorů a desítky dalších částí letadel, jako jsou vrtule, přístrojové vybavení, letecká výzbroj a další komponenty. Kryté expozice jsou doplněny figurínami v dobové výstroji pro létající i pozemní personál, automobily a dalším vybavením nezbytným pro zabezpečení letového provozu.

### Československé letectvo 1918–1924 – Hangár zakladatele Leteckého muzea Kbely plukovníka Jaroslava Janečky

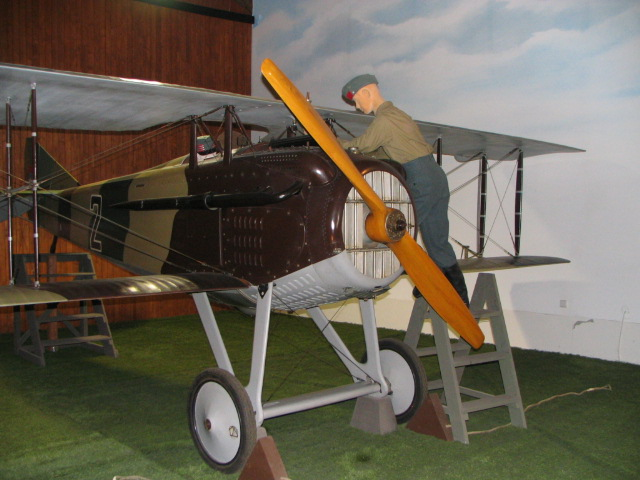
SPAD S.VII

Hangár typu Hart je vůbec jeden z prvních postavených ve Kbelích, kam byl převezen z Chebu již v roce 1919. Během 2. světové války jej německá armáda přebudovala na kinosál a pro tyto účely se používal až do počátku 80. let minulého století. V roce 2003 se však nacházel v dezolátním stavu, takže pouze nákladná rekonstrukce jej mohla zachránit před demolicí. Záměr se zdařil a nyní lze v tomto historickém hangáru ve zcela nově pojaté expozici spatřit letouny, které v něm stály již ve 20. letech minulého století. Hangár byl při slavnostním otevření pojmenován po zakladateli muzea plukovníku Ing. Jaroslavu Janečkovi. Ve druhém ročníku Národní soutěže muzeí získal Vojenský historický ústav za záchranu a zpřístupnění této památky cenu Gloria musaealis v kategorii Muzejní počin roku 2003.
K nejvýznamnějším exponátům patří francouzský stíhací letoun SPAD VII z období 1. světové války a první vojenský letoun československé konstrukce Letov Š-2. Expozice je doplněna ukázkou letecké dílny včetně dobového vybavení a součástí letadel.

### Československé letectvo 1925–1938 – Hangár spoluzakladatele Leteckého muzea Kbely Jana Sýkory

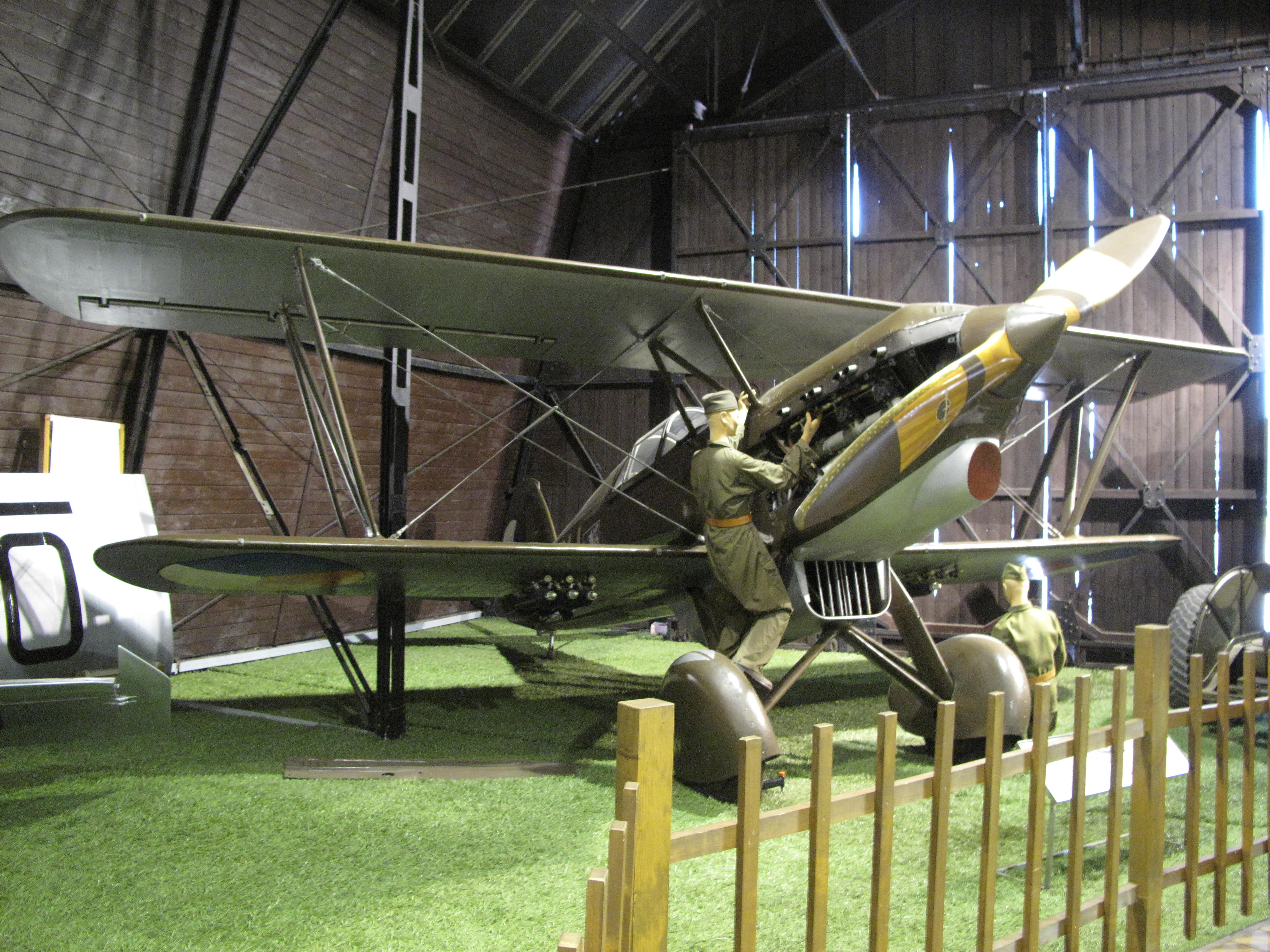
Avia B-534

Historický hangár rakouské konstrukce typu Wagner, jeden z prvních, který byl postaven na kbelském letišti po vzniku Československa. Pro expoziční účely byl poprvé zprovozněn v roce 1988. Další opravy a vybudování nové expozice proběhly v roce 2004. Při znovuotevření v roce 2004 byl hangár pojmenován po spoluzakladateli a dlouholetém restaurátorovi Leteckého muzea Janu Sýkorovi, díky jehož dovednosti a píli dnes můžeme obdivovat mnohé vystavené historické letouny.
Expozice v tomto objektu plynule navazuje na počátky československého letectví a pokračuje v obdobném duchu až do roku 1938. Ke strojům symbolizujícím vývoj a úspěchy československého letectví patří především standardní stíhačka československého letectva před 2. světovou válkou – Avia B-534, dále první dopravní letoun československé konstrukce Aero A-10, vítězný letoun II. ročníku rychlostních závodů o cenu prezidenta republiky – Aero A-18C dosahující maximální rychlosti 275 km/h, ale i další význačné typy domácí konstrukce a výroby.

### Letectví 2. světové války – Hangár generála Karla Janouška
Jde o druhý hangár typu Wagner využívaný Leteckým muzeem a zároveň jeden ze tří hangárů tohoto typu dochovaných na letišti ve Kbelích. V průběhu let 2007 a 2008 utrpěl hangár devastující škody náporem větrných smrští Kyrill a Emma. Ve druhé polovině roku 2008 prošel generální opravou, po jejímž dokončení v něm byla vybudována nová stálá expozice 2. světové války. Při příležitosti slavnostního otevření v červnu 2009 byl pojmenován po generálu Karlu Janouškovi, který v letech 1940–1945 působil ve funkci generálního inspektora československého letectva ve Velké Británii.
Expozice prezentuje zejména letouny a další předměty vztahující se k činnosti československých letců. Jde zejména o sovětské letouny – bitevní Iljušin Il-2m3 a stíhací Lavočkin La-7, dále britské cvičné stroje De Havilland DH-82 Tiger Moth a Norduyn Harvard Mk.II. či francouzský cvičný Morane Saulnier MS-230. Cennými exponáty jsou také německý proudový letoun Messerschmitt Me 262B a německá řízená puma Fritz X.

### Proudové letouny 1. generace

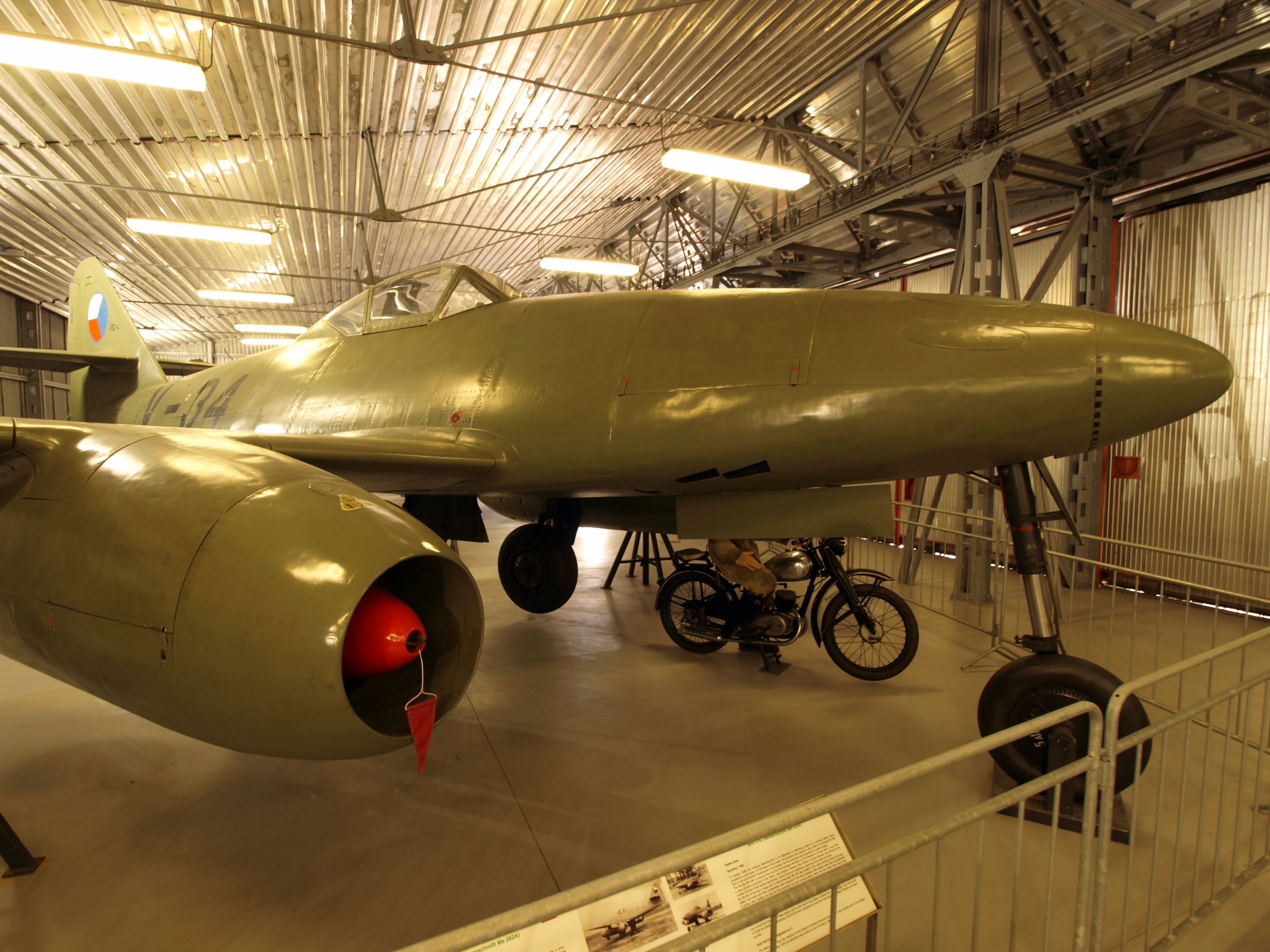
Avia S-92

Hangár č. 17 typu Pícha byl standardním hangárem československé konstrukce ve 30. letech 20. století. Na kbelském letišti se dodnes dochovalo několik hangárů tohoto typu. Hangár byl pro výstavní účely poprvé zprovozněn v roce 1988 a až do roku 2008 zde byly vystaveny letouny a další předměty z období 2. světové války. Po opravě hangáru č. 87 v něm našly svoje místo stroje reprezentující proudové letouny 1. generace, z nichž některé vznikly již v letech 2. světové války a zbývající záhy po jejím skončení. V současné době jsou zde umístěny letouny Avia S-92 (v Československu sestavený Messerschmitt Me 262A), britské stíhačky Gloster Meteor F Mk.8 a De Havilland Vampire FB Mk.6, sovětský stíhací Jakovlev Jak-17 a americký cvičný Lockheed T-33.

### Československé letectvo po roce 1945

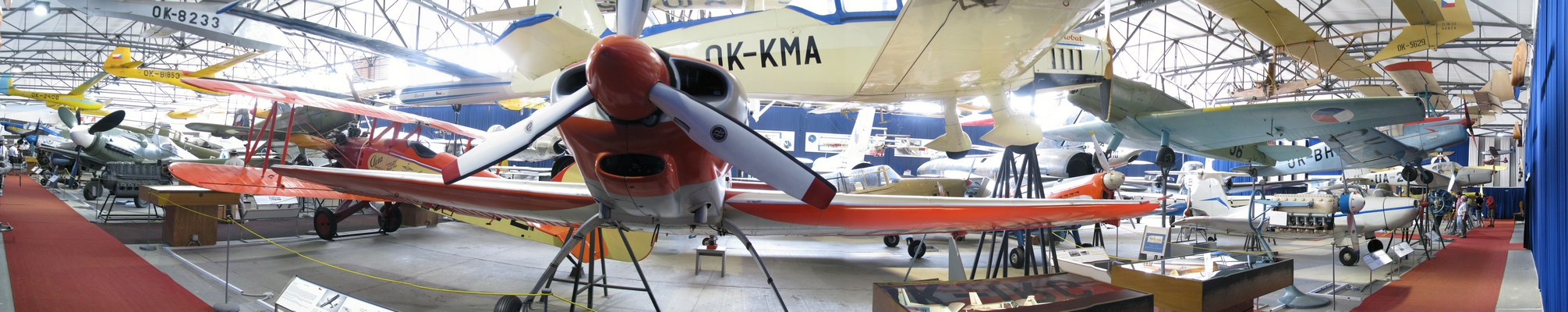
Hala s exponáty z období 1945–1990

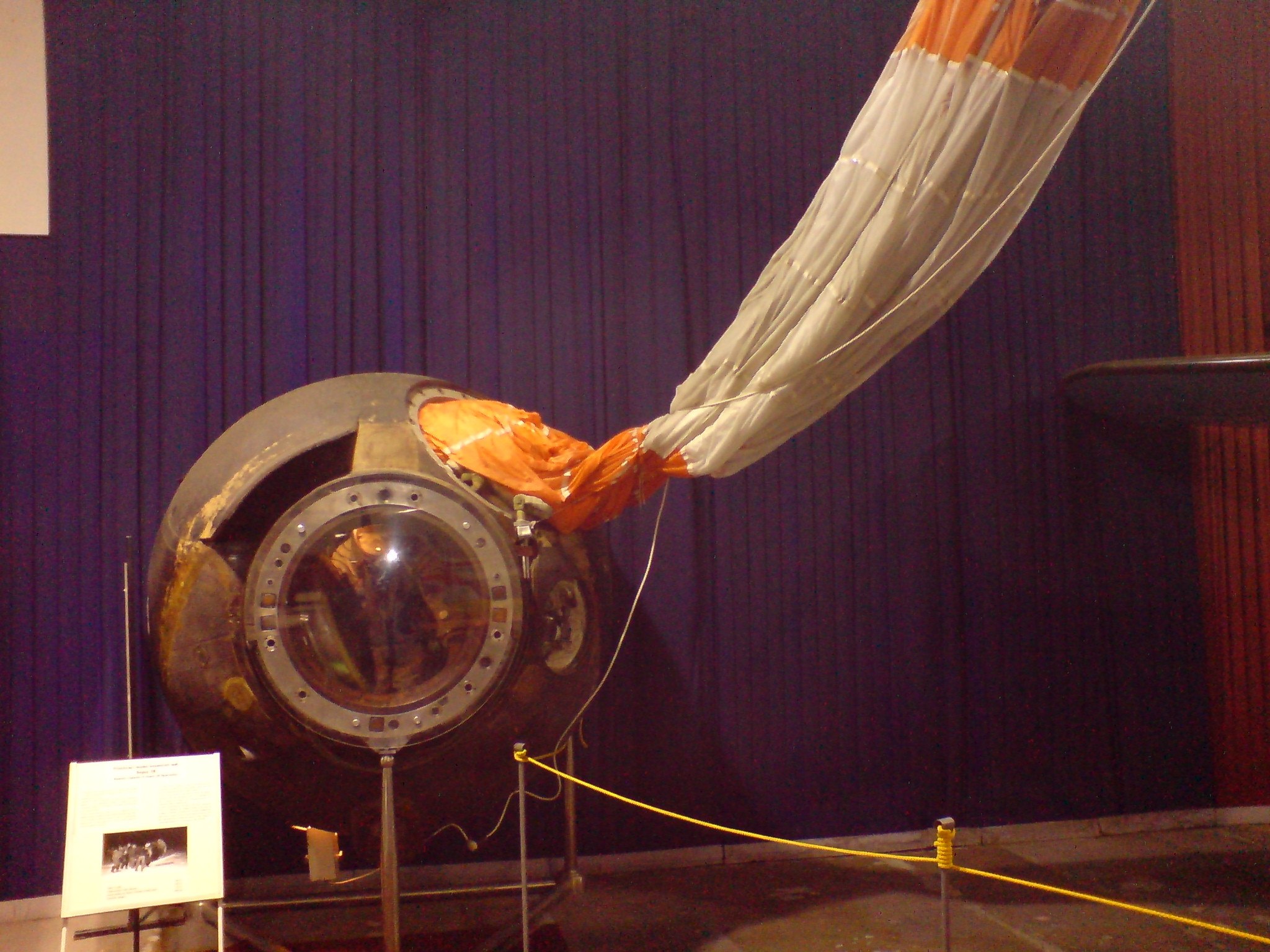
Modul Sojuzu 28, ve kterém se Vladimír Remek vrátil na Zemi

Tento dosud největší expoziční hangár byl postaven po skončení 2. světové války na místě čtyřech bombardováním zničených hangárů typu Pícha. Od založení muzea až do roku 1988 byl jediným expozičním hangárem muzea. Ve vstupním prostoru hangáru je instalována výstava Letadla a létání ve Kbelích, která připomíná slavné okamžiky československého letectva v letech 1918–1938, období okupace i poválečný vývoj vojenského letectva s přihlédnutím k historii letiště a současnosti základny. V závěrečné části je shrnuta historie Leteckého muzea a pohled na jeho možný vývoj v budoucnosti. V hangáru samotném se nachází téměř 60 letounů a množství dalších sbírkových předmětů, dokumentujících vývoj československého vojenského, dopravního a sportovního letectví po roce 1945. Období budování vojenského letectva po 2. světové válce zastupují stíhací letouny Avia S a CS 199, bitevní Avia B-33 a některé další stroje. Mladší historii představují Jak-23, řada migů počínaje MiGem 15 a 17 přes MiG-19 až po MiG-21, MiG-23 a MiG-29. V expozici nechybějí ani proslulé československé konstrukce Aero Ae-45, Let L-200 Morava, československé vrtulníky, známé stroje Zlin a vrchol československého leteckého průmyslu Aero L-29 Delfín a L-39 Albatros.
Z prostorových důvodů jsou v tomto objektu připomenuty i meziválečné tradice československého letectví. Toto období zde reprezentuje akrobatický stroj Avia Ba-122 „krále vzduchu“ Františka Nováka a jediný obojživelný letoun ČSA – Saunders Roe Cloud. Závěr je věnován podílu Československa na kosmickém výzkumu. Vystavena je návratová kabina kosmické lodi Sojuz 28 spolu se skafandrem jediného československého kosmonauta Vladimíra Remka.

### Hangáry Staré Aerovky
V roce 2016 byly otevřeny nové výstavní prostory v historických hangárech č. V a VI v areálu Stará Aerovka na letňanském letišti. V hangáru č. V, který byl postaven v rámci budování nových prostor pro firmu AERO v letech 1940–1941, se nachází expozice stíhacích bombardérů a bombardovacích a bitevních letounůz období od 2. světové války až do 80. let 20. století. Vystavenými exponáty jsou Aero C-3A (Siebel Si-204), trup bombardovací verze Aero C-3B, přední část sovětského letounu Petljakov Pe-2, letouny Suchoj – Su-7 nebo Su-22. V hangáru č. VI, která byl historicky prvním hangárem firmy AERO k sestavování a zalétávání letadel se nachází expozice historie firmy Aero. Hlavními exponáty jsou letouny Aero A-18 z roku 1923, který vzlétl právě z tohoto hangáru, prototypy letounů L-29 Delfín ve verzi XL-29-2, L-39 Albatros ve verzi X-02 a L-159 Alca.

### Venkovní expoziční prostory

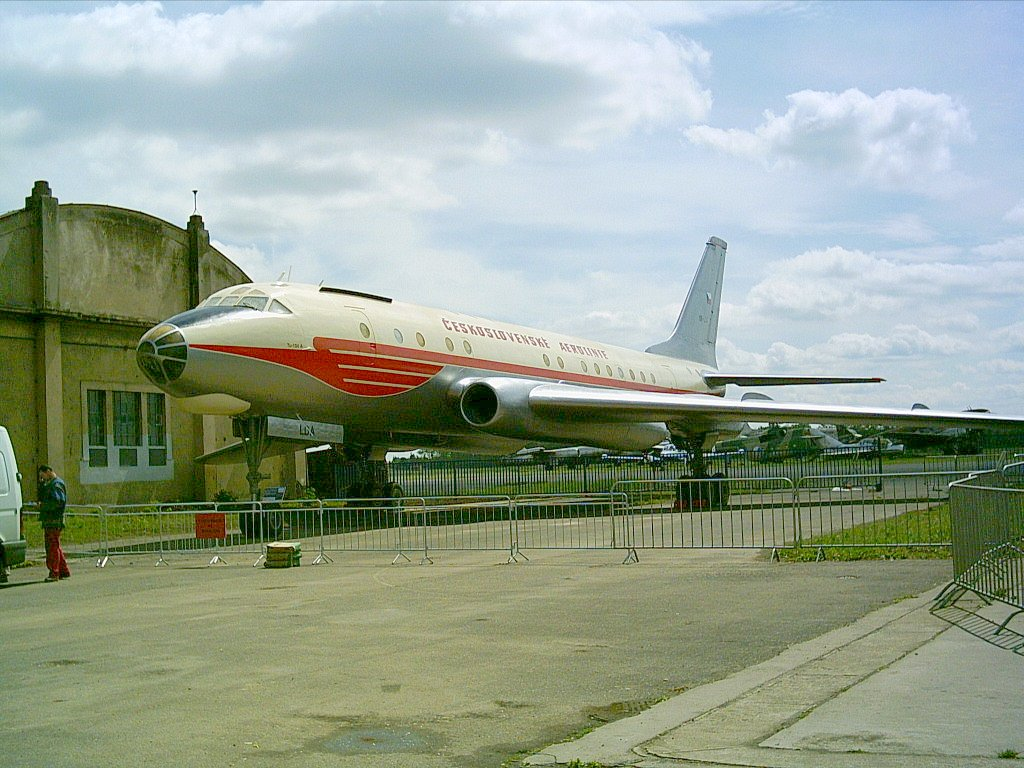
Dopravní letoun Tupolev Tu-104

Již od počátku existence muzea byly některé letouny, zejména pro jejich rozměry, vystaveny pod širým nebem. Také tato expozice prošla řadou proměn, naposledy v roce 2007. Nyní je rozdělena na několik částí. V jedné jsou vystaveny dopravní a transportní letadla a vrtulníky. Vystavené stroje doplňují výstavu Letadla a létání ve Kbelích a zároveň dokumentují historii dopravního letectva Armády České republiky a zdejší 24. základny dopravního letectva. Dalším významným exponátem umístěným na ploše je první proudový letoun používaný ČSA – Tupolev Tu-104. Zároveň jde o nejrozměrnější stroj ve sbírkách muzea. Mezi další letouny vystavené venku patří stroje významných typů západní konstrukce, vystavené pro srovnání s technikou používanou československým letectvem. Závěrečná část je pak věnována bojovým letounům řady Mikojan-Gurjevič a Suchoj používaných československým a českým vojenským letectvem od počátků 50. let 20. století až do doby zcela nedávné.

### Létající exponáty
Letecká sbírka obsahuje několik letuschopných letadel a kluzáků. Mezi nejznámější patří dvouplošník Aero C-104S, aerotaxi L-200 Morava, Zlíny Z-126 a akrobatický Z-226. Bývají předváděny například při zahájení sezony v Leteckém muzeu či během Tankového dne ve Vojenském technickém muzeu Lešany i na dalších leteckých dnech.

## Galerie

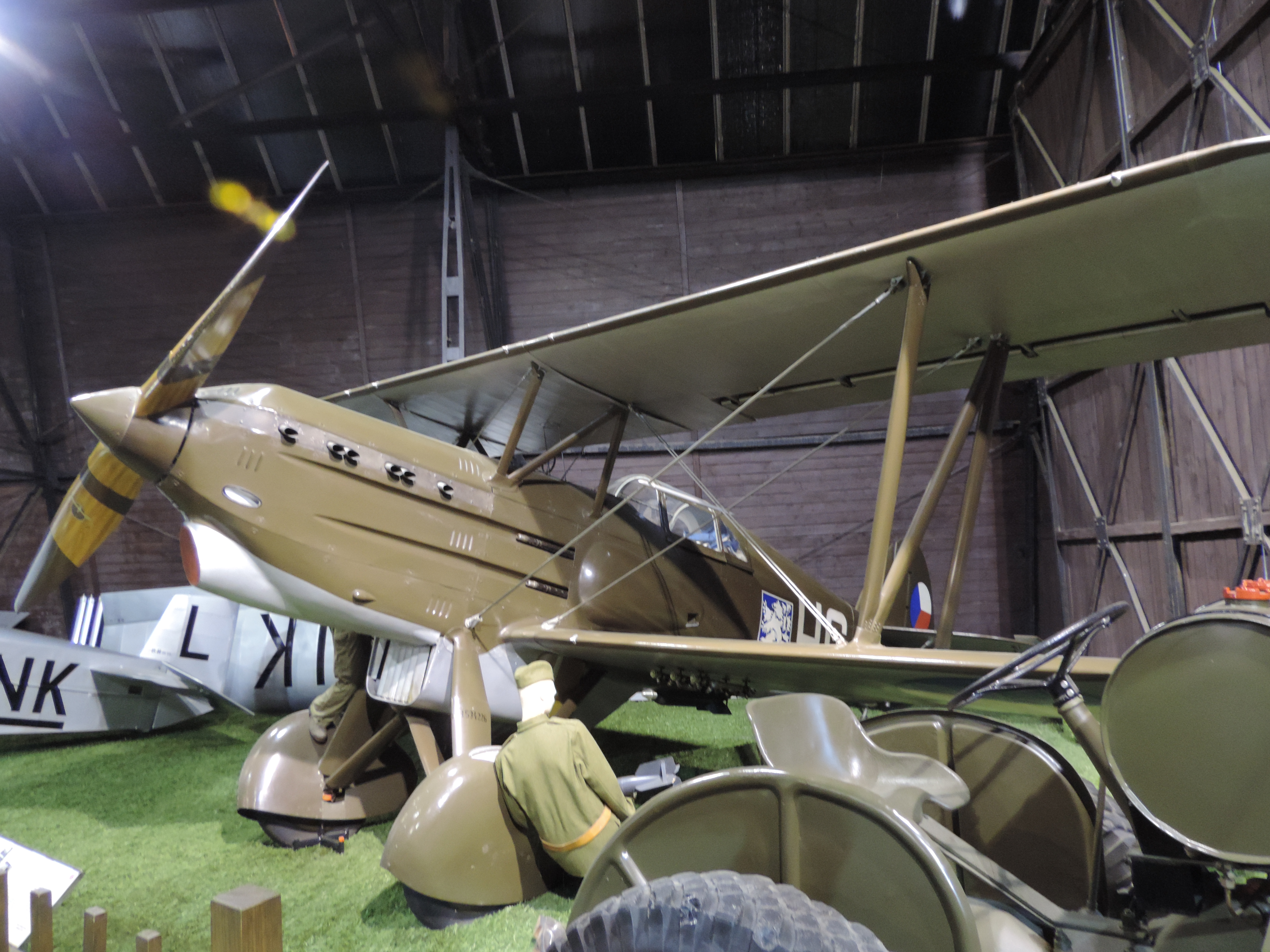
Avia B-534
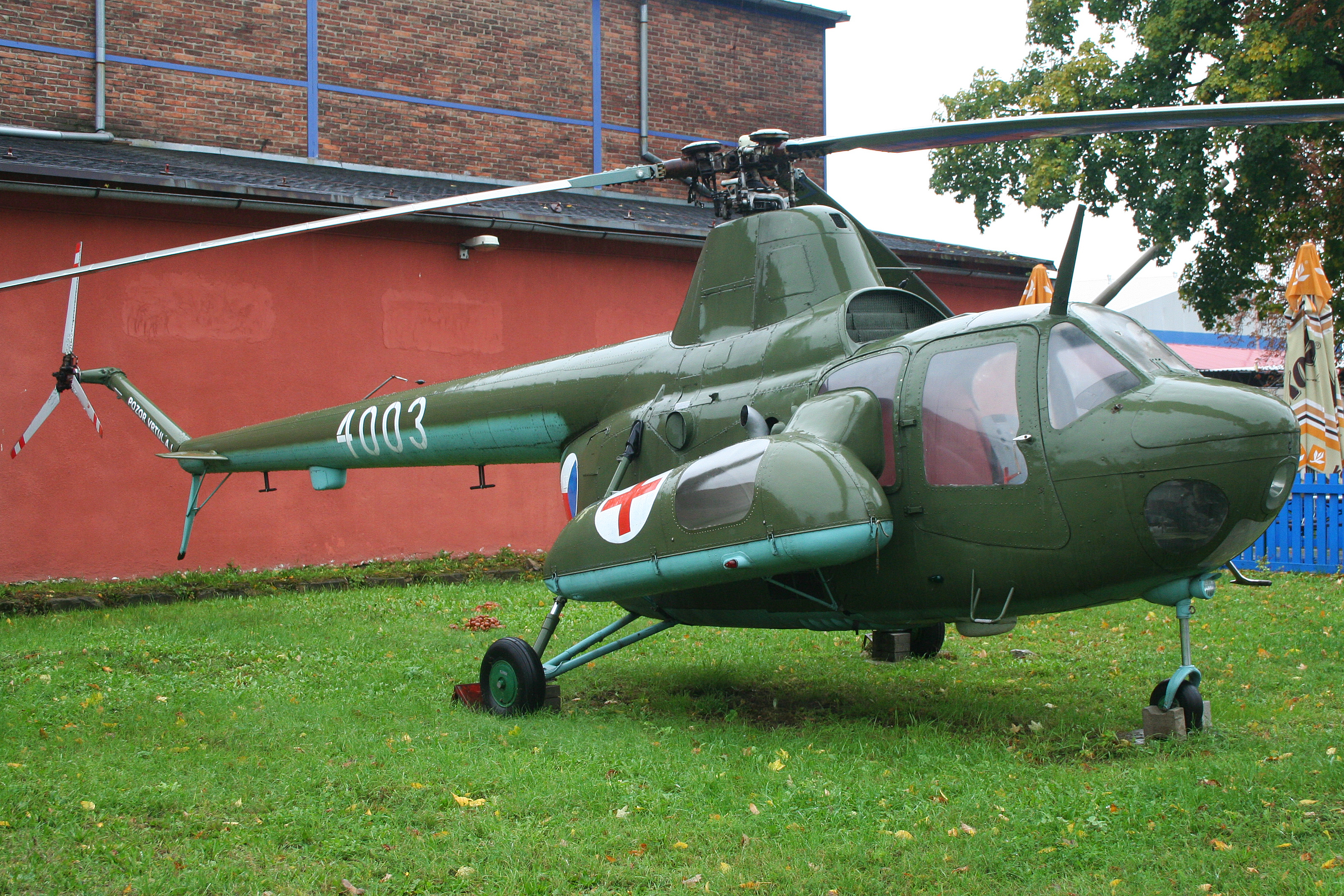
Mil Mi-1
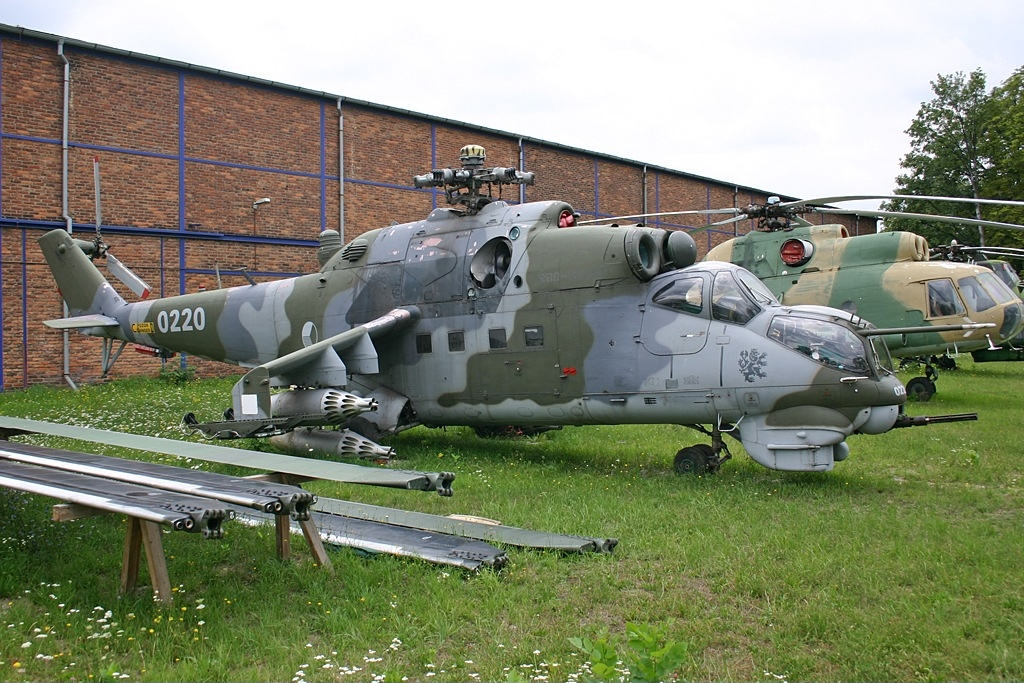
Mil Mi-24
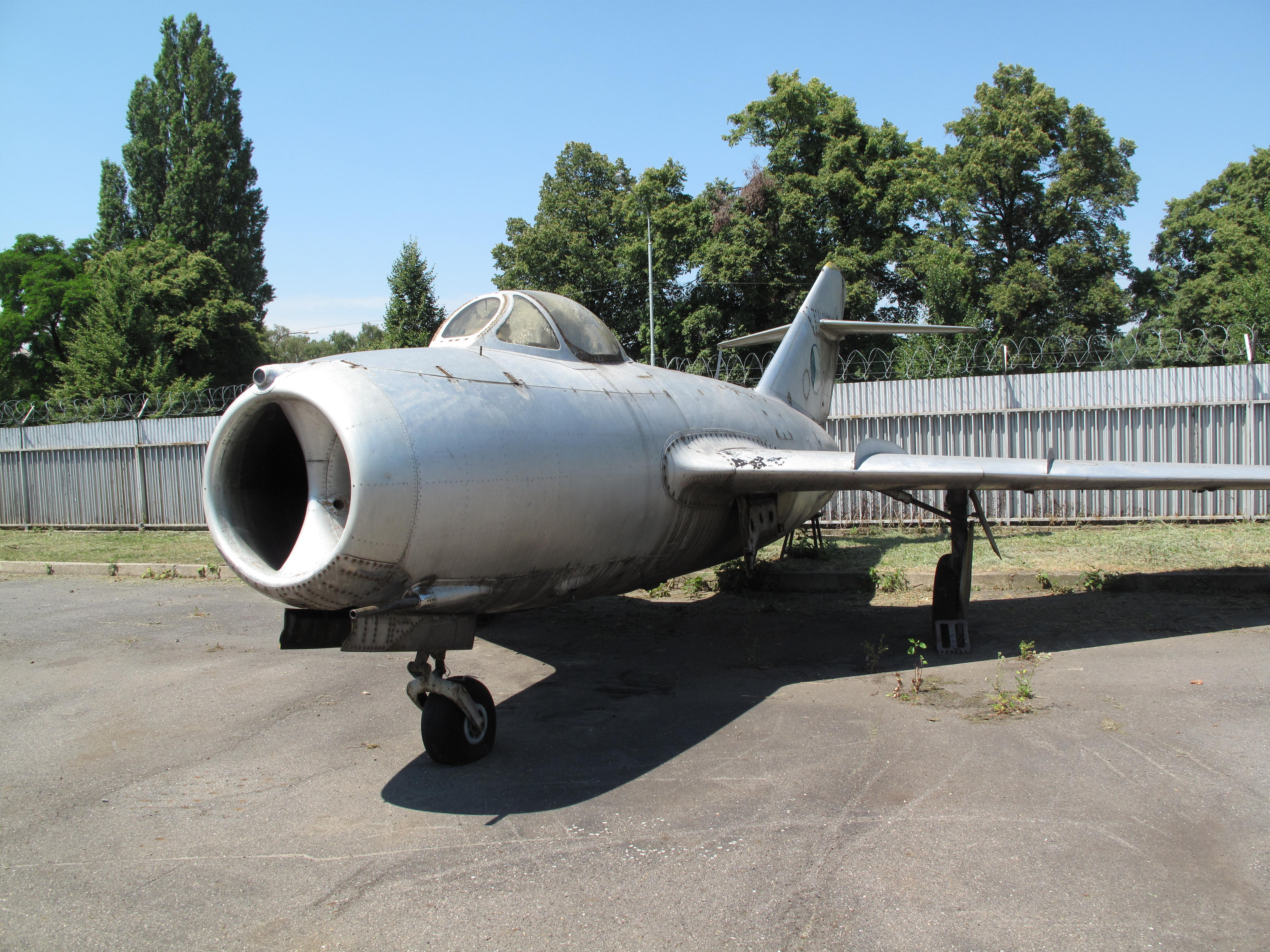
MiG-15
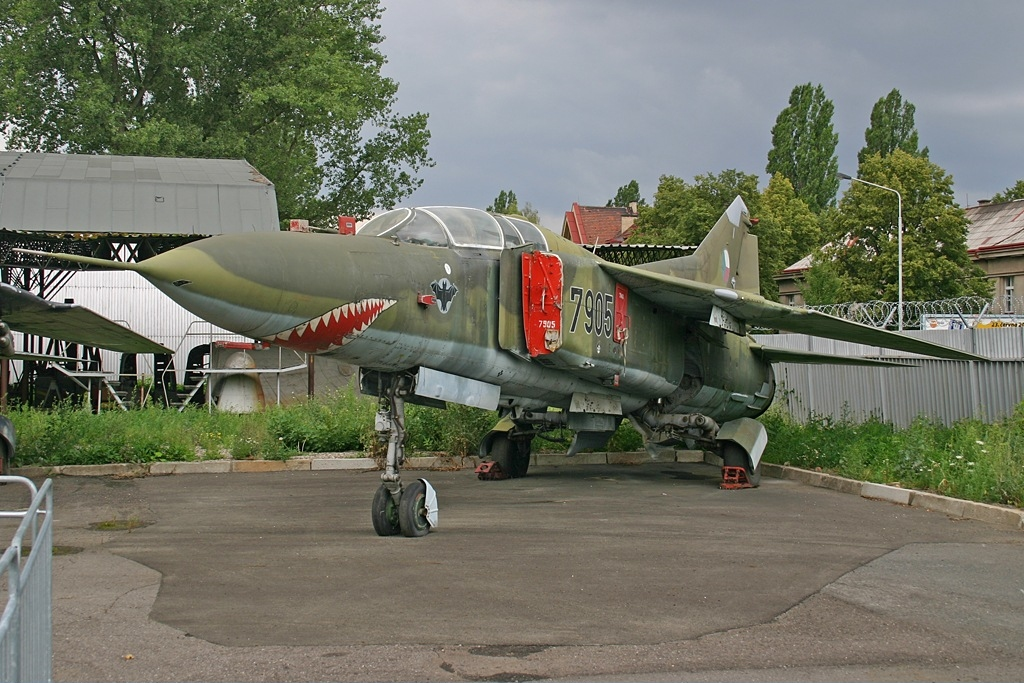
MiG-23
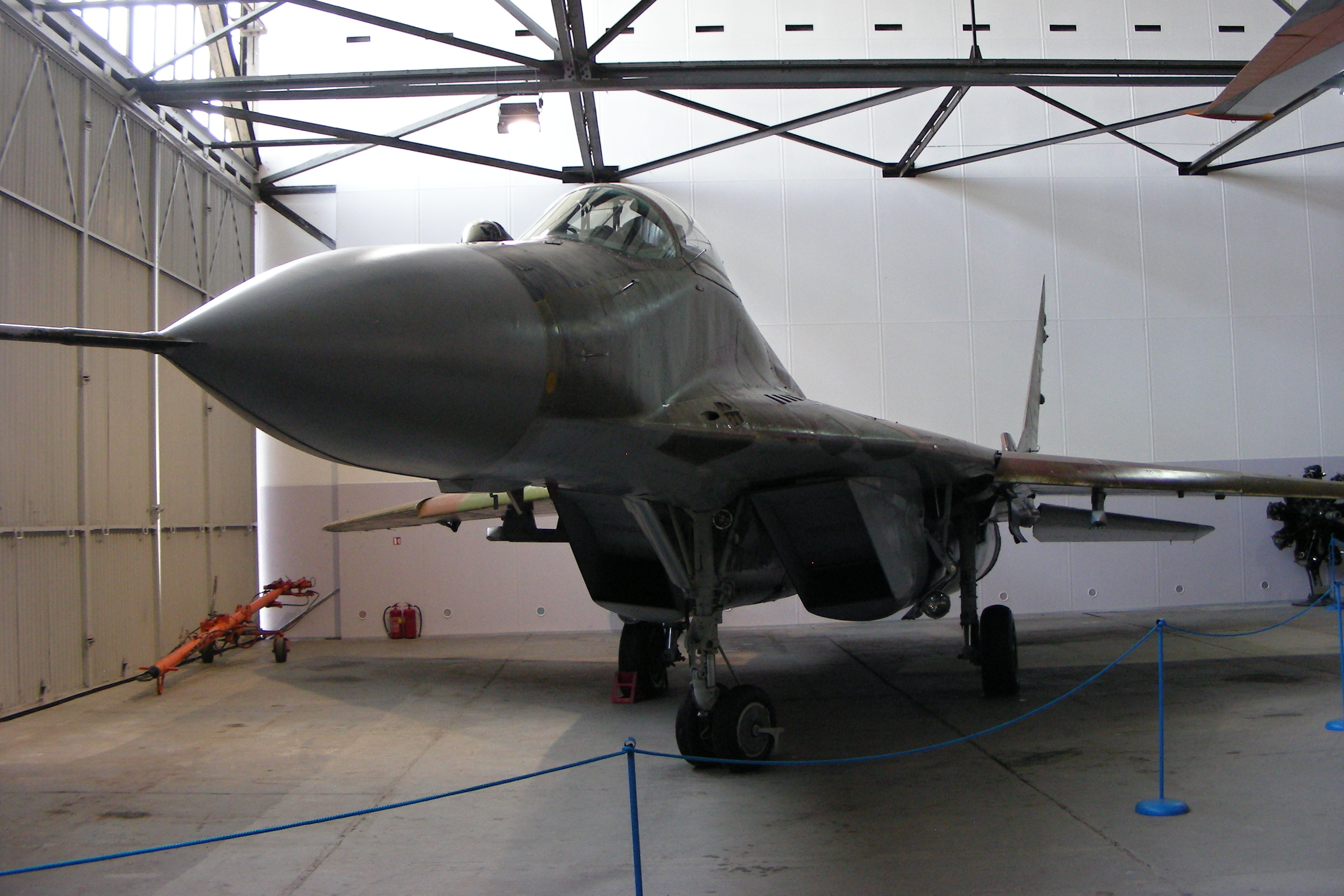
MiG-29
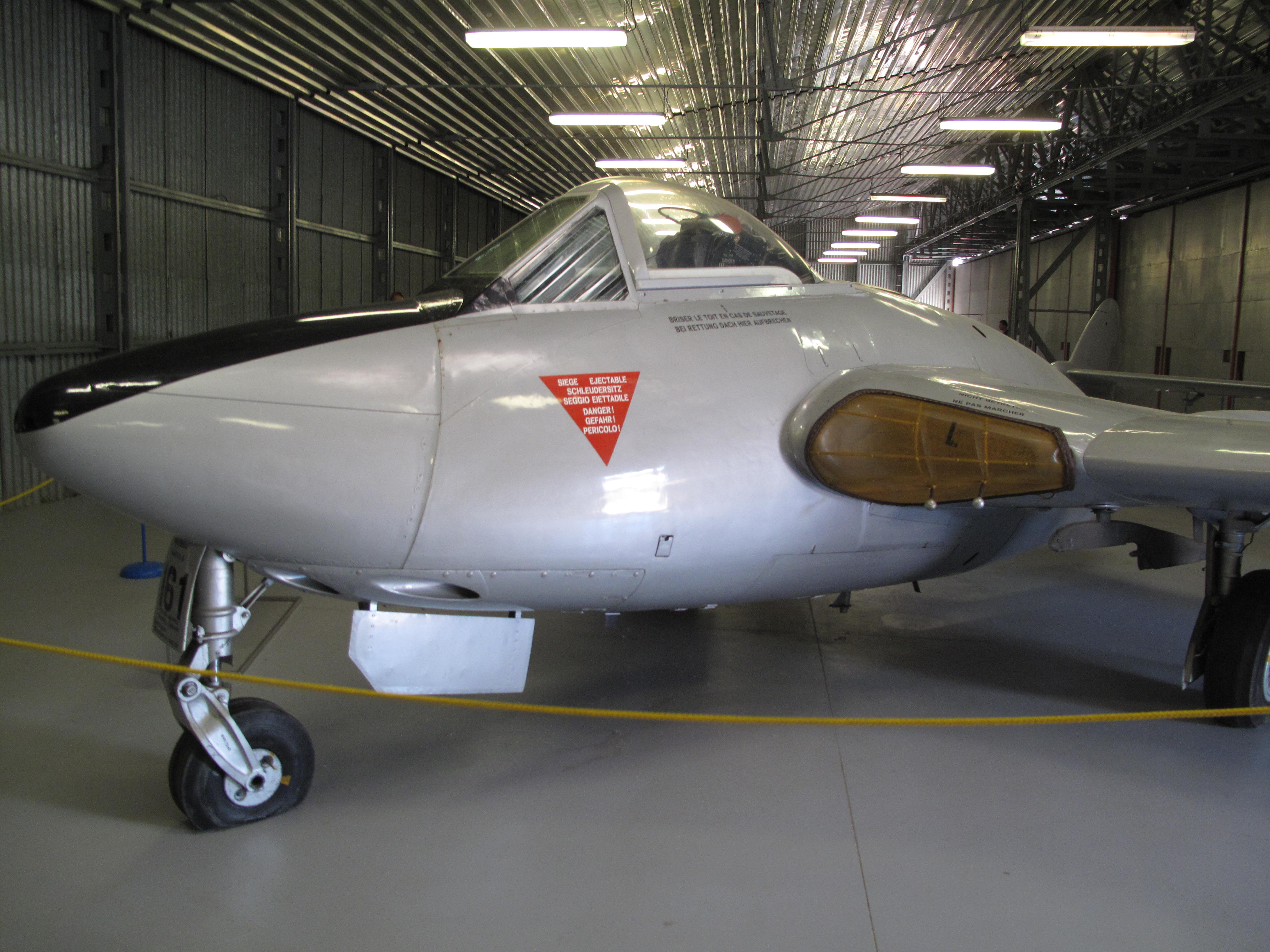
de Havilland Vampire
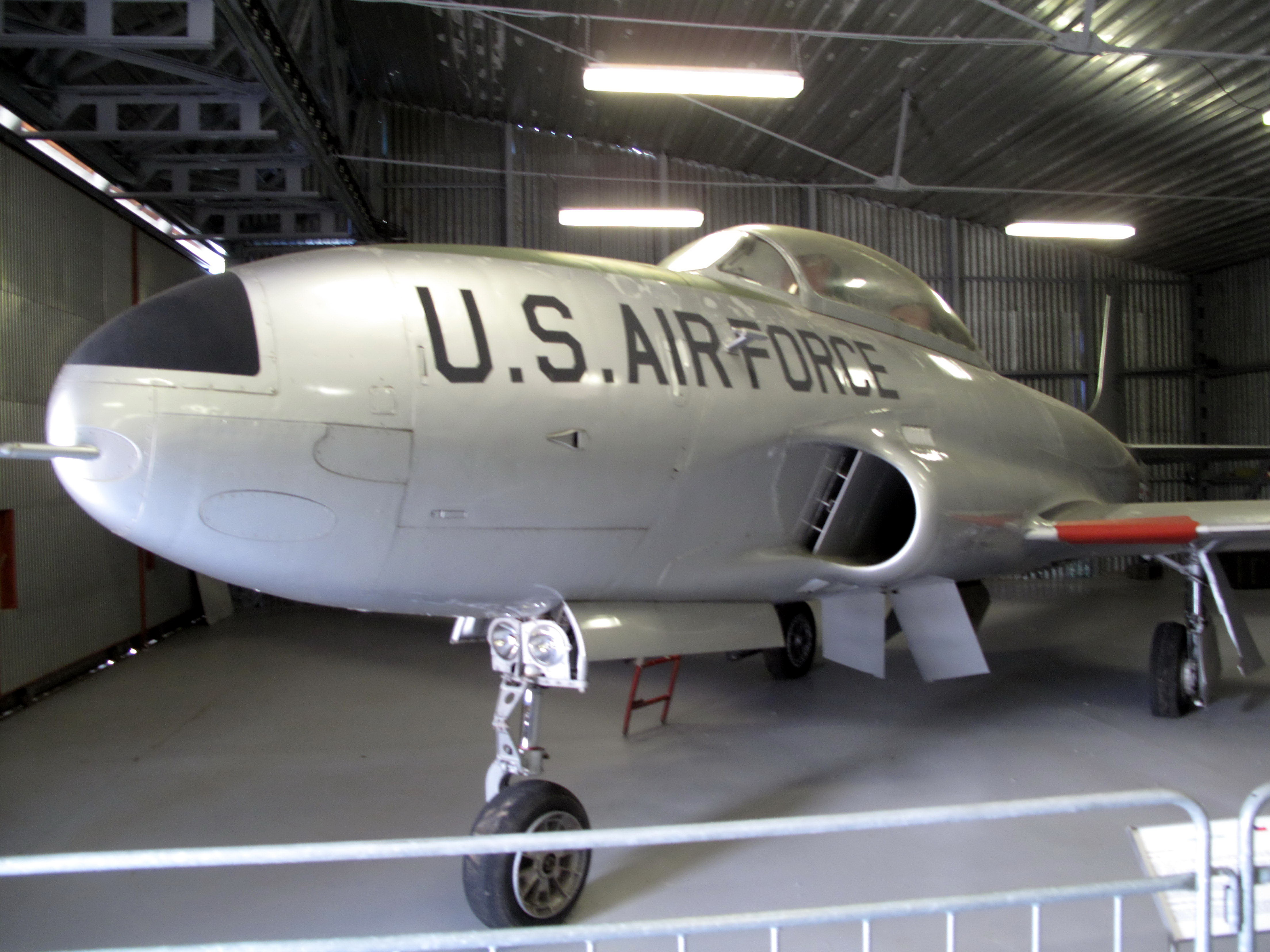
Lockheed T-33 Shooting Star
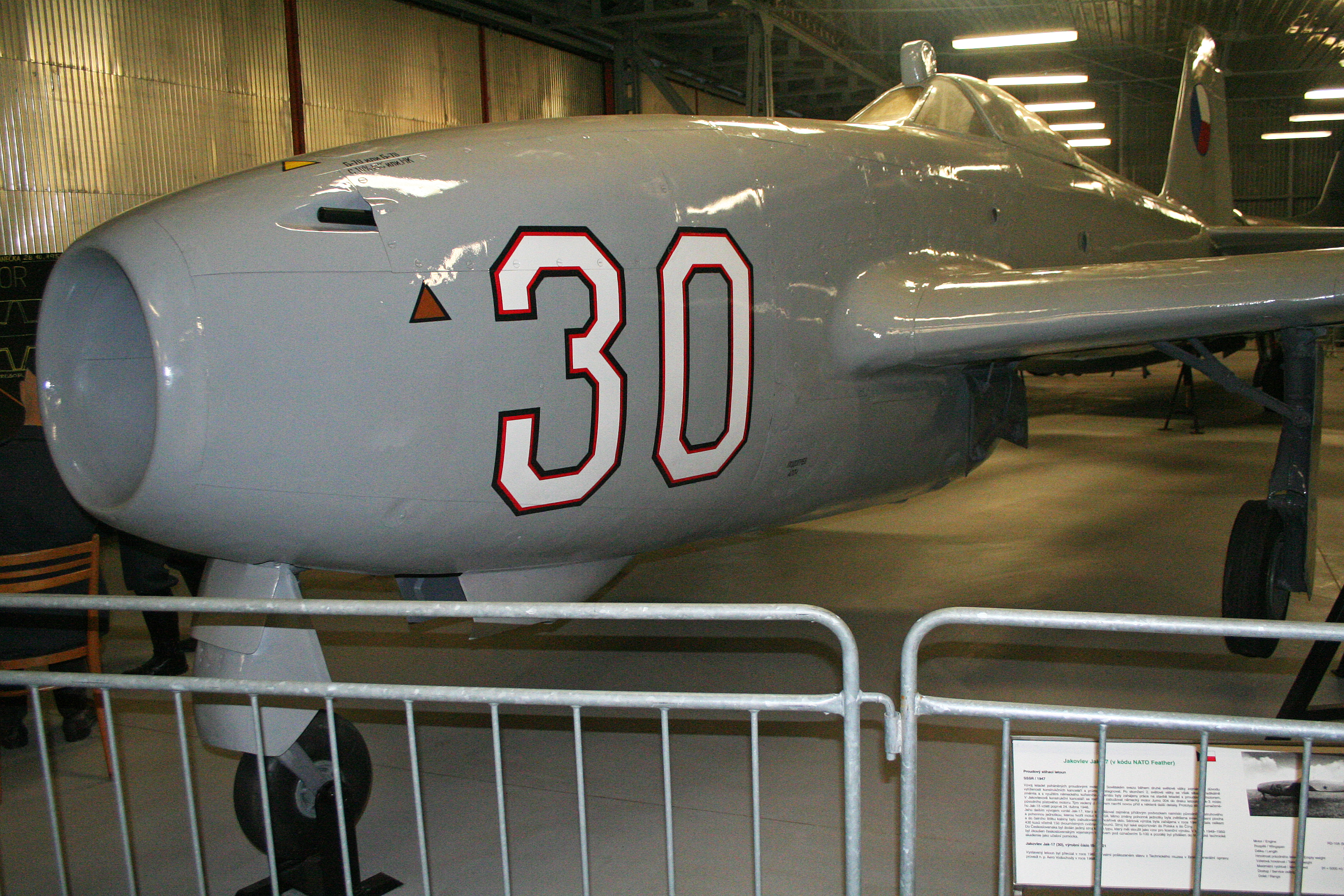
Jakovlev Jak-17
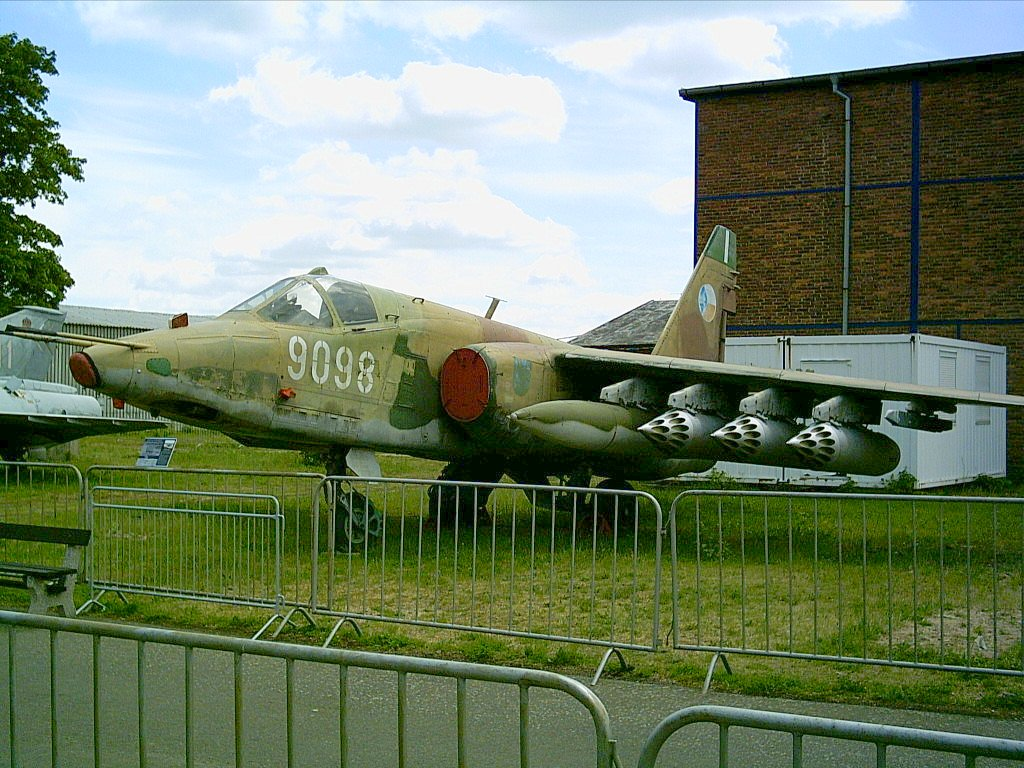
Suchoj Su-25
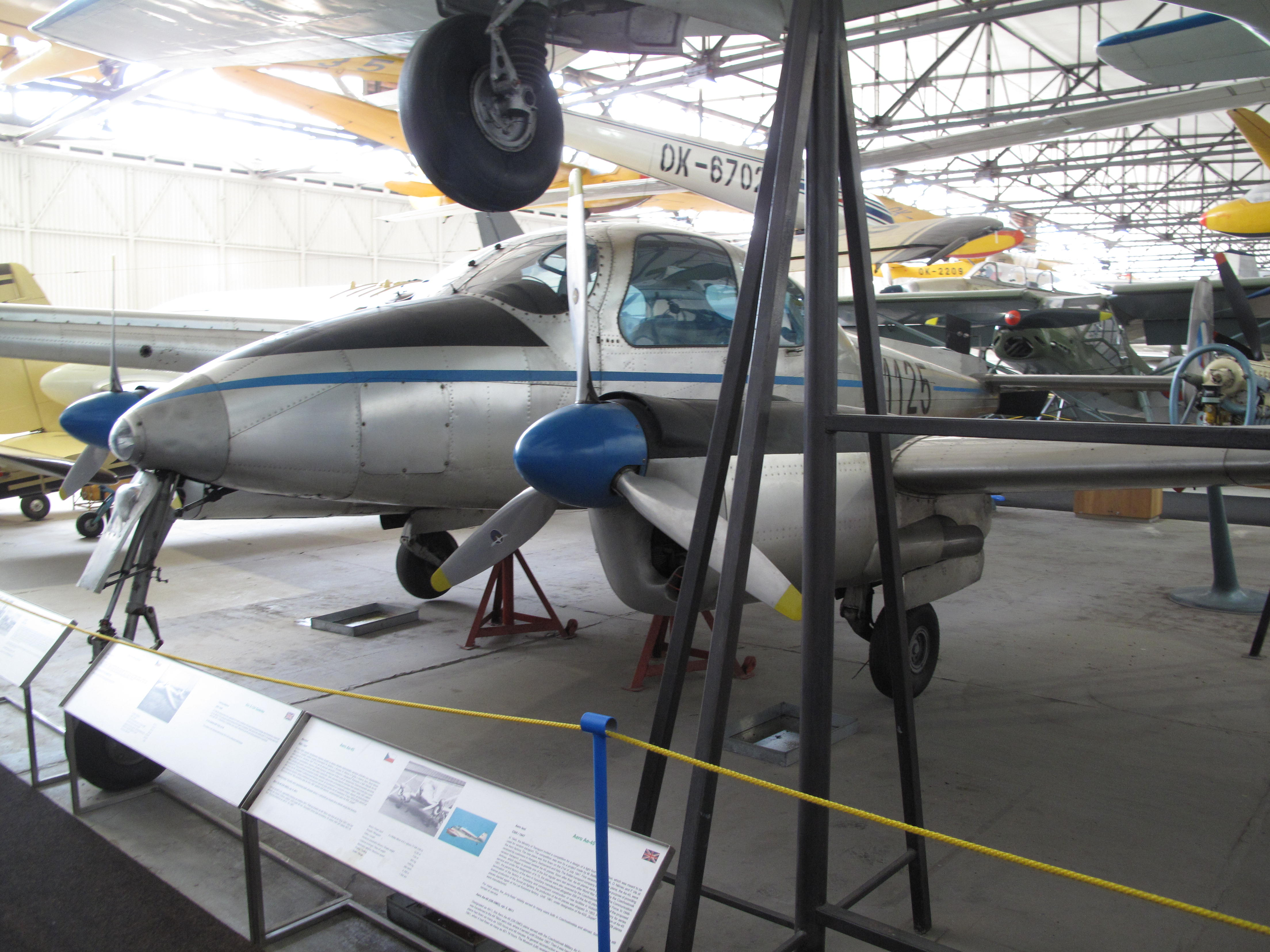
Let L-200 Morava
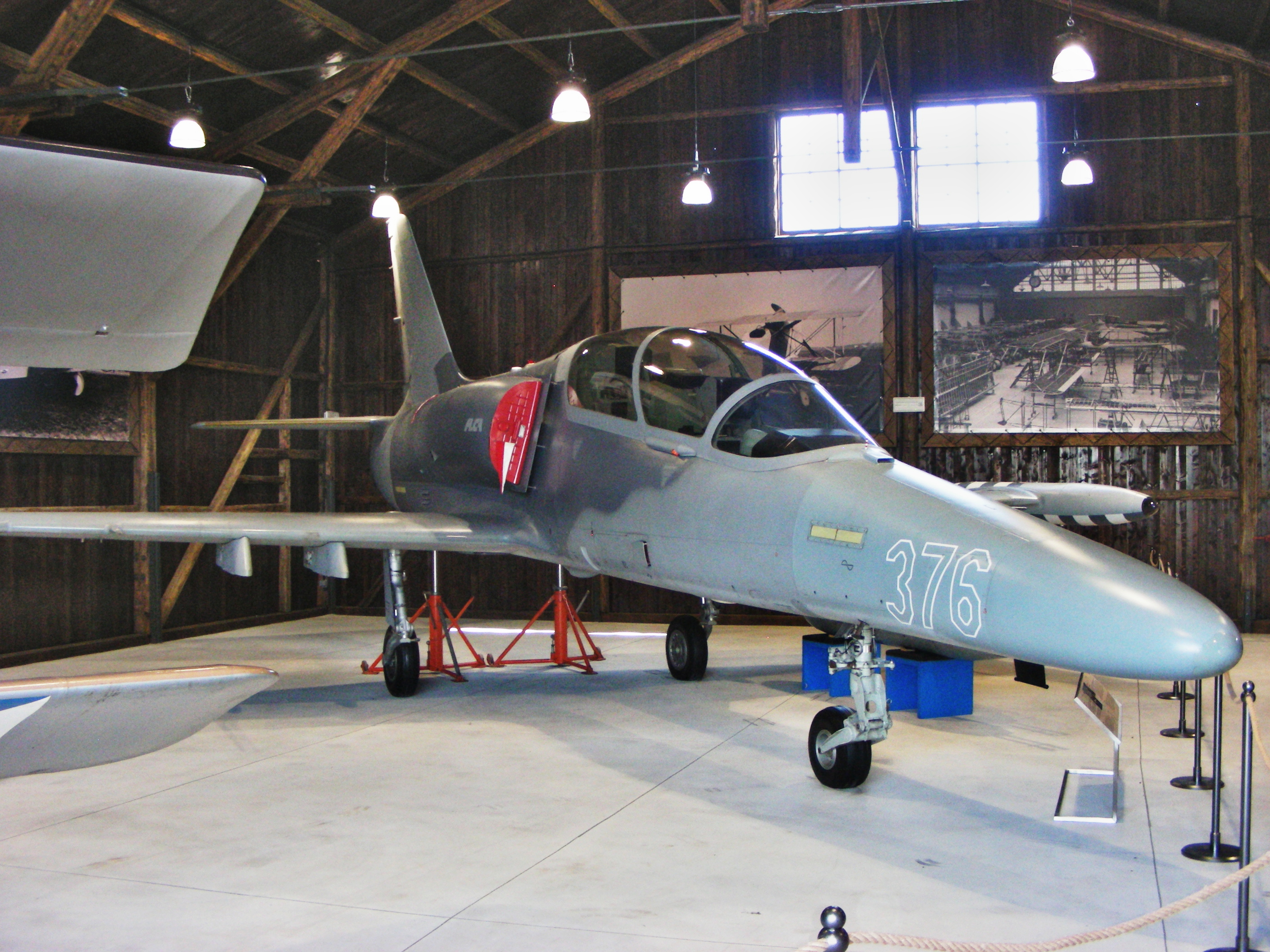
Aero L-159 Alca

## Místo
- Adresa: Mladoboleslavská, 197 00 Praha-Kbely
- Zastávka autobusu: Letecké muzeum
- Otvírací doba: v letní sezóně, květen až říjen, denně mimo pondělí od 10 do 18 hodin
- Vstup je zdarma